# L'ombra dell'uomo ombra
L'ombra dell'uomo ombra (Shadow of the Thin Man) è un film del 1941 diretto da W. S. Van Dyke.

## Trama
Nick e Nora Charles stanno trascorrendo una giornata rilassante all'ippodromo quando un fantino viene trovato ucciso. Il tenente di polizia Abrams richiede l'aiuto di Nick.

## Produzione
Il film, diretto da W.S. Van Dyke su una sceneggiatura di Irving Brecher, Harry Kurnitz e Dashiell Hammett con il soggetto di Harry Kurnitz, fu prodotto da Metro-Goldwyn-Mayer e girato a San Francisco nell'agosto del 1941.

## Distribuzione
Il film fu distribuito negli Stati Uniti nel 1941 dalla Metro-Goldwyn-Mayer.
Alcune delle uscite internazionali sono state:
- in Brasile il 19 gennaio 1942
- in Svezia il 24 maggio 1943 (Gäckande skuggan på nya äventyr!)
- in Portogallo l'8 settembre 1943 (A Sombra do Homem Sombra)
- in Finlandia il 2 gennaio 1944 (Pettävä varjo kummittelee)
- in Francia il 29 maggio 1946 (L'ombre de l'introuvable)
- in Giappone il 21 maggio 1949
- ad Hong Kong il 23 giugno 1949
- in Francia il 22 luglio 1949 (Parigi)
- in Danimarca il 30 gennaio 1950 (Den tynde mands skygge)
- in Austria il 18 gennaio 1952 (Meisterdetektiv Nick)
- in Germania Ovest il 12 settembre 1952
- in Ungheria (A cingár férfi árnyéka)
- in Belgio (Afspraak met de dood)
- in Grecia (O anthropos skia stis kourses)

È l'unico film della serie dell'Uomo ombra a non essere stato distribuito nelle sale cinematografiche italiane, approdando direttamente in TV quando i sei film furono presentati in un ciclo appositamente dedicato.

### Critica
Secondo il Morandini il film è "non è dei migliori" a causa dell'interpretazione di Powell che fa diventare il film una commedia, "ma la qualità della stoffa è indiscutibile".

## Serie
L'ombra dell'uomo ombra fa parte della serie dei film di Thin Man che comprende:
- L'uomo ombra (The Thin Man, 1934)
- Dopo l'uomo ombra (After the Thin Man, 1936)
- Si riparla dell'uomo ombra (Another Thin Man, 1939)
- L'ombra dell'uomo ombra (Shadow of the Thin Man, 1941)
- L'uomo ombra torna a casa (The Thin Man Goes Home, 1944)
- Il canto dell'uomo ombra (Song of the Thin Man, 1947)